# (10241) Miličević
(10241) Miličević, désignation internationale (10241) Milicevic, est un astéroïde de la ceinture principale.

## Description
(10241) Milicevic est un astéroïde de la ceinture principale. Il fut découvert le 9 janvier 1999 à Visnjan par Korado Korlević. Il présente une orbite caractérisée par un demi-grand axe de 3,06 UA, une excentricité de 0,16 et une inclinaison de 1,6° par rapport à l'écliptique.

## Compléments